# アルフレッド・エドワード・シャロン
アルフレッド・エドワード・シャロン（Alfred Edward Chalon RA、1780年2月15日 – 1860年10月3日）はスイス生まれのイギリスの画家である。正装したヴィクトリア女王の肖像画を描き、この肖像画をもとにヴィクトリア女王の頭部像をデザインに取り入れた郵便切手が19世紀半ばにカナダやニュージーランドなど多くのイギリス植民地で発行されたことで知られている。それらの切手は「シャロン・ヘッド(Chalon head)」と総称される。

## 略歴
スイスのジュネーヴで生まれた。兄に画家、版画家になるジョン・ジェームズ・シャロン(John James Chalon: 1778–1854)がいる。1790年代の初めに、父親がイングランド、バッキンガムシャーのサンドハースト王立陸軍士官学校の教授に任命され、家族とイギリスに移った。1797年からロイヤル・アカデミー・オブ・アーツの美術学校で水彩画を学んだ。上流階級の人々の肖像画などを描いて評価され、1812年にロイヤル・アカデミーの準会員に選ばれ、1816年に正会員に選ばれた。

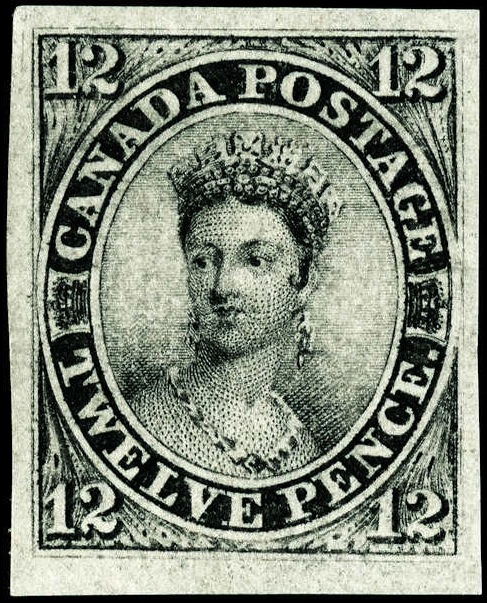
1851年発行のカナダ切手

1837年にヴィクトリア女王が母親に贈るために正装して議会で最初の公務を行う姿を描く画家に、シャロンを選んだ。この肖像画は1838年の女王の戴冠式の日に版画家、サミュエル・カズンズ(Samuel Cousins: 1801-1887)によって出版され有名になった 。この作品がもとになって、アメリカで働いた版画家ウィリアム・ハンフリーズ(William Humphrys: 1794–1865) らよって1850年代にイギリス植民地で発行される切手のデザインに王冠を付けたヴィクトリア女王の頭部像として用いられ、それらの切手は「シャロン・ヘッド(Chalon head)」と総称されることになった。
シャロン兄弟は結婚せず一緒に暮らしていた。アルフレッド・エドワード・シャロンは 1860年にロンドン、ケンジントンのカムデン・ヒル(Campden Hill)で亡くなり、ロンドンのハイゲイト墓地に埋葬された。

## 作品

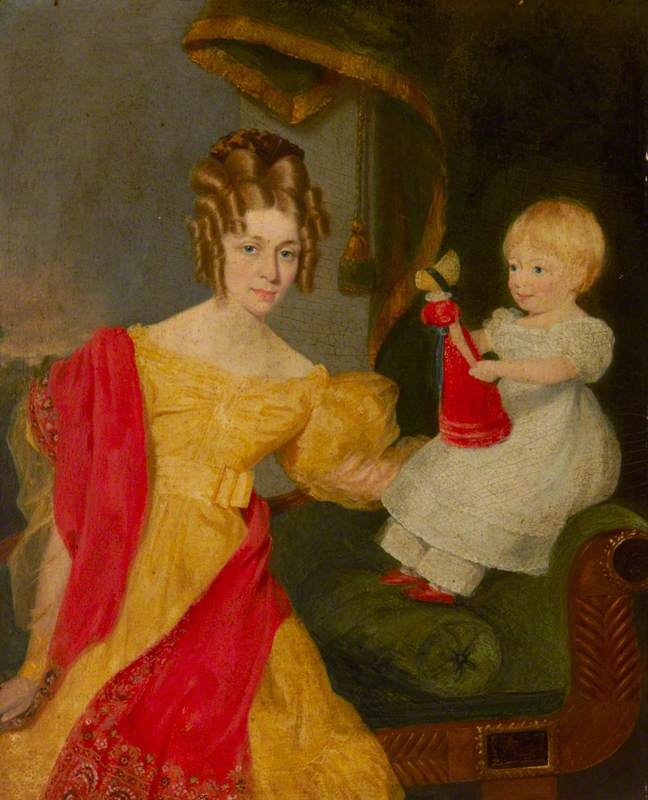
モデル不詳の母子像(c.1830)
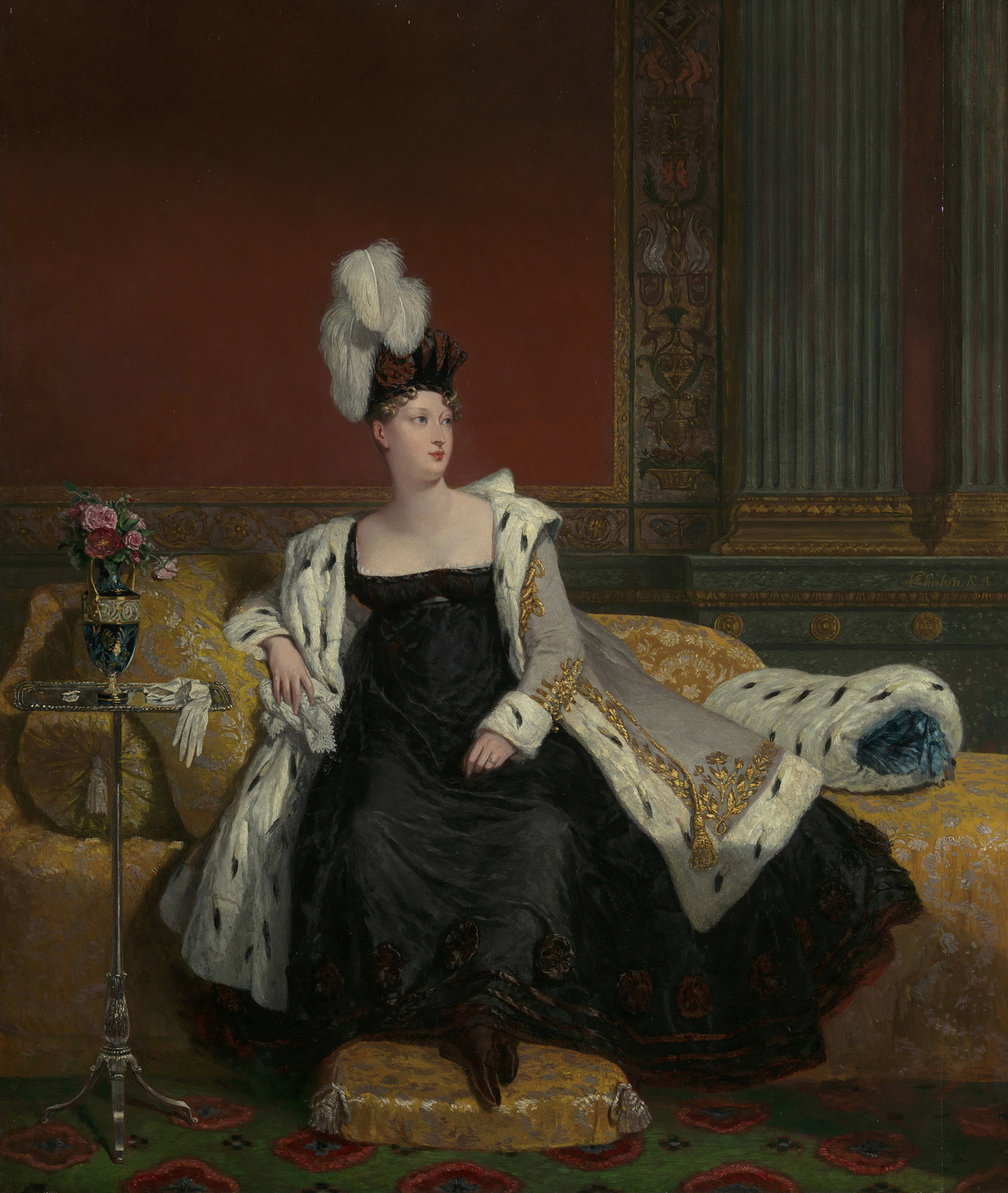
シャーロット・オーガスタ・オブ・ウェールズ
手紙を読む少女
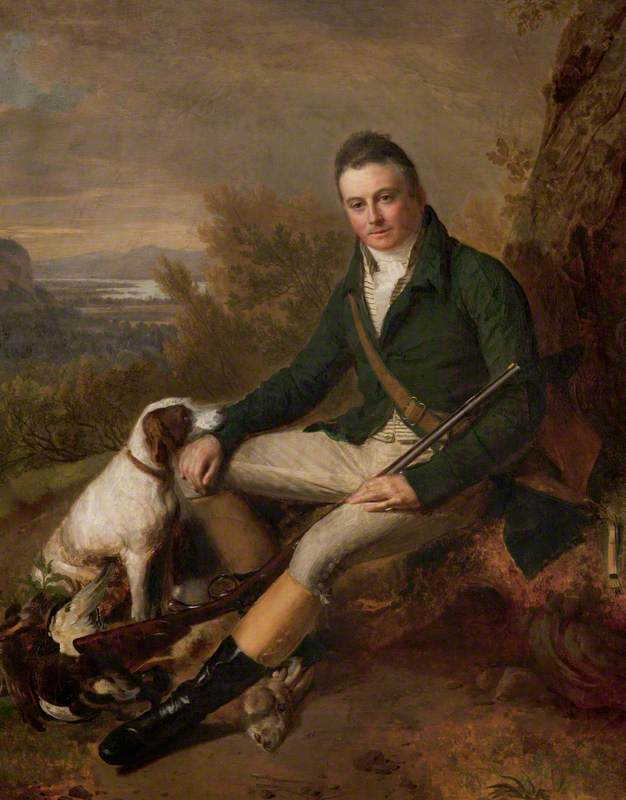
ジョージ・ゴードン (第5代ゴードン公爵)